# サルデーニャ遠征
サルデーニャ遠征（サルデーニャえんせい、フランス語: Expédition de Sardaigne）はフランス革命戦争中の1793年、地中海で行われた短期間の戦役。戦役は新生フランス共和国の地中海における初の攻勢であり、サルデーニャ王国領のサルデーニャ島をその標的としていた。サルデーニャは当時中立だったが、すぐに第一次対仏大同盟に参加した。戦役は大失敗に終わり、南のカリャリに対する攻撃も北のラ・マッダレーナに対する攻撃も敗北に終わった。
戦役は国民公会の指令により、ローラン・ジャン・フランソワ・トルゲ率いるフランスの地中海艦隊が遂行した。フランス政府は地中海の戦略要地であったサルデーニャ島への侵攻命令を発しており、勝利は容易であると考えれていた。しかし侵攻軍の編成に手間取っている間にサルデーニャ人が軍を徴集、フランス艦隊が首都のカリャリ沖に到着した頃にはサルデーニャ人が準備を完了した。1回目の攻撃は強風で失敗したが、2回目は1793年1月22日に行われた。フランス軍は2月11日に上陸したがクアルトゥ・サンテーレナの戦闘に追い返された。
その後、サルデーニャ北岸のラ・マッダレーナ島への攻撃も失敗、コルシカ人部隊のサボタージュがその一因となっている。また、この戦闘がナポレオン・ボナパルト（後のフランス皇帝）の初戦闘となった。5月25日、サルデーニャ王国の艦隊はサン・ピエトロ島とサンタンティーオコ島を奪回、サルデーニャにおける最後のフランス駐留軍を追い出した。戦役の影響としては、サルデーニャの住民がサヴォイア家に反乱、コルシカ島が一時的にフランスから独立、トゥーロンのフランス海軍基地での反乱、そしてイギリス海軍によりフランス地中海艦隊がほぼ全滅したことなどがある。

## 背景
1792年4月、ハプスブルク帝国とプロイセン王国がフランス第一共和政に宣戦布告したことで、フランス革命戦争が勃発した。北イタリアのピエモンテと地中海のサルデーニャ島で構成されたサルデーニャ王国は参戦しなかったが、フランスの軍事行動における主要な標的とされた。サルデーニャ島は肥沃で農業に適しており、地中海の要地となっているため、フランスではサルデーニャを占領できればサルデーニャ王国の大陸部とイタリア半島諸国を脅しつつ共和主義を広めることができると考えられていた。さらに、サルデーニャ島への攻撃は容易であると考えられ、フランスの地中海艦隊の基地であるトゥーロンに遠征軍を集結させる命令が下された。
ローラン・ジャン・フランソワ・トルゲ海軍少将が遠征軍を指揮したが、彼は遠征軍の招集に苦労した。フランス全体、特に海軍は社会と政治の動乱の最中であり、兵士が十分に集まるのは12月のことだった。トルゲと地中海艦隊は輸送船でフランス陸軍を載せて、1792年12月21日にサルデーニャ南岸にある首都カリャリ沖に到着した。
サルデーニャ島ではフランスの攻撃の報せが数か月前に届いていたが、トリノにいた国王ヴィットーリオ・アメデーオ3世ら宮廷はサルデーニャ島への増援が挑発と見なされると恐れて増援をしなかった。しかしサルデーニャ島の住民は敬虔なカトリックであり、フランス革命でカトリック聖職者が迫害されているはサルデーニャ人の反対を引き起こした。現地政府のスタメンティは歩兵4千と騎兵6千を招集することができたが、大砲が全く不足していた。

## 経過
トルゲ率いるフランス船36隻がカリャリ湾に到着した直後、嵐が襲いかかってトルゲ艦隊が追い散らされた。兵員輸送船数隻が失われ、艦隊の残りはサルデーニャ島南西沖のパルマスに流された。トルゲはそこでサン・ピエトロ島とサンタンティーオコ島に上陸、いずれも抵抗に遭わずに占領した。サルデーニャ島にも上陸したが、現地のパルチザンが山から狙撃してフランス軍を追い払った。嵐が使徒トマスの記念日におこったため、サルデーニャ人は嵐が使徒トマスの加護によるものであると信じた。
トルゲはパルマス沖に1か月間留まり、次の攻撃を準備した。1月22日、彼は再びカリャリ湾に入り、士官1人と兵士20人を乗せたボートを送ってサルデーニャ人に降伏を要求した。サルデーニャ人は聖エフェシウス（Ephesius）の祭日のために集まっており、ボートが接近してくるとそれに発砲して17人を殺害、残りは中立国スウェーデンの商船に匿われた。トルゲは激怒して1月25日に激しい砲撃を命じた。この時点でトルゲは船82隻（うち輸送船41隻）を率いていたが、彼の攻撃は効果を上げず、逆にサルデーニャ側の沿岸砲台が焼玉式焼夷弾を使用してフランス船数隻に大損害を与えた。

### クアルトゥ・サンテーレナ上陸
2月11日、フランスの派遣隊が兵士1,200人をクアルトゥ・サンテーレナで上陸させた。上陸軍は西進してカリャリに向かったが、サルデーニャ騎兵に追い返された。カリャリのラザレットとカラモスカの塔への攻撃も跳ね返されたが、フランス軍は再集結して追加の軍勢を上陸させ、クアルトゥ・サンテーレナ城外に5千人を集めた。クアルトゥ・サンテーレナの町とカラモスカは2月15日に再び攻撃され、フランス艦隊も砲撃で援護したが、攻撃は再び失敗した。上陸軍はサルデーニャ人が即席で作ったバリケードから撃たれたブドウ弾に撃退されて乱雑に撤退、別の攻撃もサルデーニャの反攻で敗れた。トルゲは戦死300と捕虜100を出しつつ自軍を砂浜に撤退した。勝利したサルデーニャ人はフランス兵の死体の手足を切断してそれを戦利品としたと言われている。
トルゲは2月16日と17日にはカリャリを再び砲撃したがやはり効果が薄く、さらに17日に嵐がカリャリ湾を襲い、トルゲ艦隊は再び追い散らされた。74門戦列艦のレオパールは座礁して難破、ほか船数隻が失われた。トルゲは上陸作戦を諦め、兵士を乗船させてフランスに戻った。彼はサン・ピエトロ島とサンタンティーオコ島に駐留軍800人とフリゲート2隻を残した。

### ラ・マッダレーナでの不戦敗
トルゲが成果もなくカリャリを去る中、別のフランス軍がサルデーニャ北部での戦役を準備していた。この軍勢は主にコルシカ島（当時、コルシカ独立を支持していたパスカル・パオリが実質的に支配していた）からの軍であった。コルシカは1768年にフランスの侵攻を受けており、パオリはフランス革命の後、コルシカの自治を求めていた。彼はトルゲによるカリャリ攻撃への援護として陽動作戦を計画、サルデーニャの北にあった、ラ・マッダレーナという小さいながら要塞化された島を攻撃しようとした。コルシカ義勇軍450人が組織され、パオリのいとこであるコロンナ・チェーザリ（Colonna Cesari）が指揮官を務めた。彼の副官はコルシカ出身の砲兵士官でパオリの政敵であるナポレオン・ボナパルトだった。
遠征軍はアジャクシオでの嵐により遅れ、ラ・マッダレーナ沖に到着したのは1793年2月22日のことだった。遠征軍は到着するとサント・ステファノ島沖に錨を下ろした。ナポレオンは夜襲を主張したが、チェーザリに却下された。翌朝、遠征軍はサント・ステファノ島を強襲、占領して、2月24日に島の砲台でラ・マッダレーナを砲撃した。チェーザリは翌日にラ・マッダレーナへの上陸を行うと宣言したが、夜中にコルベット1隻の船上で反乱がおき、チェーザリはすぐに攻撃もサント・ステファノ島も放棄して撤退を命じた。チェーザリはナポレオンに警告を発せず、ナポレオン率いる軍勢があやうくサント・ステファノ島に残されてサルデーニャの反撃に晒されていたところだったこともあり、ナポレオンは激怒した。撤退の最中、ナポレオンの軍勢は大砲を載せるボートが足りず、一部を破壊せざるを得なかった。その後、ナポレオンはチェーザリがパオリの命令で反乱を捏造したと訴えた。

### 終結
戦役が終結するのはトルゲとチェーザリの2人が撤退した3か月後のことだった。トルゲがサン・ピエトロ島とサンタンティーオコ島に残した駐留軍は5月25日まで島に残った。スペインは5月にフアン・デ・ランガラ率いる艦隊23隻をカルタヘナから両島に派遣した。スペインは1793年3月にフランスに宣戦布告しており、大軍に直面した駐留軍は降伏した。フリゲート2隻のうち、エレーヌはスペインの封鎖から脱出しようとして拿捕され、リッシュモンは拿捕されるのを防ぐべく燃やされて自沈した。

## その後
遠征は完全に失敗したが、いくつかの影響を与えた。まず、サルデーニャ王国ではサルデーニャ島の守備の強さにヴィットーリオ・アメデーオ3世がスタメンティに招待を出し、スタメンティはトリノにいる中央政府から譲歩を引き出そうとした。スタメンティは自治拡大の要求のリストを提出したが、直後にヴィットーリオ・アメデーオ3世とサルデーニャ副王カルロ・バルビアーノ（Carlo Balbiano）にすべて拒否された。サルデーニャ人は激怒、島全体を巻き込んでの反乱をおこした。1794年4月、バルビアーノが反乱の首謀者2人を逮捕したことで暴動がおこり、サン・ミケーレ城が襲撃されて囚人たちが釈放された。その後、ヴィットーリオ・アメデーオ3世は譲歩を余儀なくされたが、暴動がおさまるのは1796年のことだった。暴動から2年後の1798年、サルデーニャ王カルロ・エマヌエーレ4世は第二次対仏大同盟の勃発によりサルデーニャ島へ逃亡せざるを得なかった。
コルシカ島ではラ・マッダレーナでの敗北によりボナパルト派が非難、追放され、ナポレオンの暗殺も試みられた。フランスの国民公会が責任をパオリに負わせようとした結果、パオリはフランス政府と決裂、コルシカで大反乱がおこってフランス駐留軍が北岸の3要塞に追い込まれることとなった。1794年、イギリスはコルシカに侵攻してフランス軍を撃破、パオリはフランスからの分離およびコルシカをアングロ＝コルシカ王国としてイギリス帝国傘下に組み込むことに同意した。しかし、政治での紛争によりパオリは1795年末に亡命に追い込まれ、イギリス軍も1796年末に撤退した。その後、コルシカ島は積極的にフランス共和国に再加入した。
フランスではトルゲが敗北によりパリに召還されて国民公会に査問された。彼の後任は暫定的にジャン・オノレ・ド・トロゴフ・ド・ケルレシーとされた。敗北によりトゥーロンの艦隊と地方政府の士気が低下した。恐怖政治の最中だったこともあり、一連の暴動と公開処刑が行われた。トロゴフが6月にトゥーロン沖のランガラ艦隊への攻撃を命じられると、彼は自軍が航海を拒否していると信じて命令に応じず、トルゲが戻ってくるまで攻撃を延期すると宣言した。7月にサミュエル・フッド提督率いるイギリスの大艦隊がトゥーロン沖に到着すると、トゥーロン当局の統治は完全に崩壊、ジロンド派に属した地方政府はブルボン家への忠誠を誓って、8月18日にイギリスに町の占領、および艦隊の奪取を要請した。トロゴフは自軍の海員が反乱を起こしたがイギリス軍に従った。フランス軍はトゥーロンを攻撃、直後のトゥーロン攻囲戦では1793年12月にナポレオン率いる強襲攻撃が高地を占領するという成果を出したが、ナポレオンは負傷した。彼はやがてフランス最良の将軍とされ、フランス全体をも支配してフランス皇帝として戴冠した。